# جورجيو دي ماريا
جورجيو دي ماريا (بالإيطالية: Giorgio De Maria)‏ هو كاتب وعازف بيانو إيطالي، ولد في 1924 في تورينو في إيطاليا، وتوفي في 2009.